# Риу-Кенти
Риу-Кенти (порт. Rio Quente) — муниципалитет в Бразилии, входит в штат Гояс. Составная часть мезорегиона Юг штата Гойас. Входит в экономико-статистический микрорегион Мея-Понти. Население составляет 3028 человек на 2006 год. Занимает площадь 256,739 км². Плотность населения — 11,8 чел./км².
Праздник города — 11 мая.

## История
Город основан 11 мая 1988 года. 

## Статистика
- Валовой внутренний продукт на 2003 год составляет 39 685 962,00 реалов (данные: Бразильский институт географии и статистики).
- Валовой внутренний продукт на душу населения на 2003 год составляет 15 257,96 реалов (данные: Бразильский институт географии и статистики).
- Индекс развития человеческого потенциала на 2000 год составляет 0,806 (данные: Программа развития ООН).